# Вільгельм Кізеветтер
Вільгельм Кізеветтер (нім. Wilhelm Kiesewetter; 28 жовтня 1878, Лейпциг — ?) — німецький офіцер-підводник, фрегаттен-капітан крігсмаріне. Найстаріший командир підводного човна в історії: командував човном в 62 роки.

## Біографія
1 жовтня 1900 року вступив на флот. Учасник Першої світової війни. З травня 1915 року служив на авісо «Цітен». З 5 червня по 30 вересня 1915 року пройшов курс підводника. З 1 жовтня 1915 року — вазтовий офіцер на підводному човні SM U-45. З 1 лютого 1917 року — командир SM UC-56. 26 лютого 1918 року потопив британське шпитальне судно Glenart Castle водотоннажністю 6824 тонни. 24 травня 1918 року човен Кізеветтера через важкі несправності прибув в нейтральну Іспанію і був інтернований. В листопаді 1918 року повернувся в Німеччину. 21 січня 1920 року звільнений у відставку.
З 26 серпня 1939 року — референт в штабі командувача береговою обороною Північної Фрисландії. У вересні-листопаді 1940 року пройшов курс підводника. З 20 листопада 1940 по травень 1941 року — командир тренувального човна UC-1. З 25 травня 1941 року — керівник групи приймального командування підводних човнів в Кілі. З червня 1940 року — офіцер корабля-мішені  навчального з'єднання вищого командування торпедних училищ в Готенгафені. З жовтня 1944 року — командир навчального артилерійського корабля «Гектор». В листопаді 1944 року переданий в розпорядження головнокоманудвання ВМС «Остзе». 28 лютого 1945 року звільнений у відставку.

## Звання
- Віцештурман резерву (25 листопада 1901)
- Лейтенант-цур-зее резерву (8 грудня 1906)
- Оберлейтенант-цур-зее резерву (25 серпня 1912)
- Капітан-лейтенант резерву (18 серпня 1916)
- Фрегаттен-капітан (1 січня 1945)

## Нагороди
- Залізний хрест
  - 2-го класу (1915)
  - 1-го класу (1917)
- Ганзейський Хрест (Гамбург; 1916)
- Нагрудний знак підводника (1918)
- Почесний хрест ветерана війни з мечами